# Catedral de Albarracín
La catedral del Salvador de Albarracín es un templo cristiano situado en la localidad de Albarracín, provincia de Teruel, España. Es sede catedralicia de la diócesis de Teruel y Albarracín junto con la catedral de Teruel. Forma parte del Conjunto Histórico-Monumental de la Ciudad de Albarracín.

## Historia
La catedral se asienta sobre los restos de un antiguo templo románico construido a finales del siglo XII.
El actual edificio empezó a construirse en 1572 y corrió a cargo de los arquitectos Martín de Castañeda y del francés Quinto Pierres Vedel. El primer obispo de la diócesis de Albarracín (independiente de Segorbe) fue Martín de Salvatierra (1578-1583).
El edificio se encuentra en el centro de la población, entre cuyo caserío destaca poderosamente. La difícil orografía de Albarracín, asentada en una elevación rodeada por la hoz del río Guadalaviar, influye en la configuración del edificio, cuya planta se organiza en una sola nave con capillas laterales, gran capilla mayor ligeramente más alta con ábside poligonal, coro a los pies, y claustro y otras dependencias alrededor.
El acceso principal al templo se realiza, inusualamente, por la cabecera, a través de una sencilla portada barroca precedida por una escalinata. A principios del siglo XVIII se reformó el interior del templo con elementos barrocos, como las pilastras que se conservan actualmente.

## Descripción

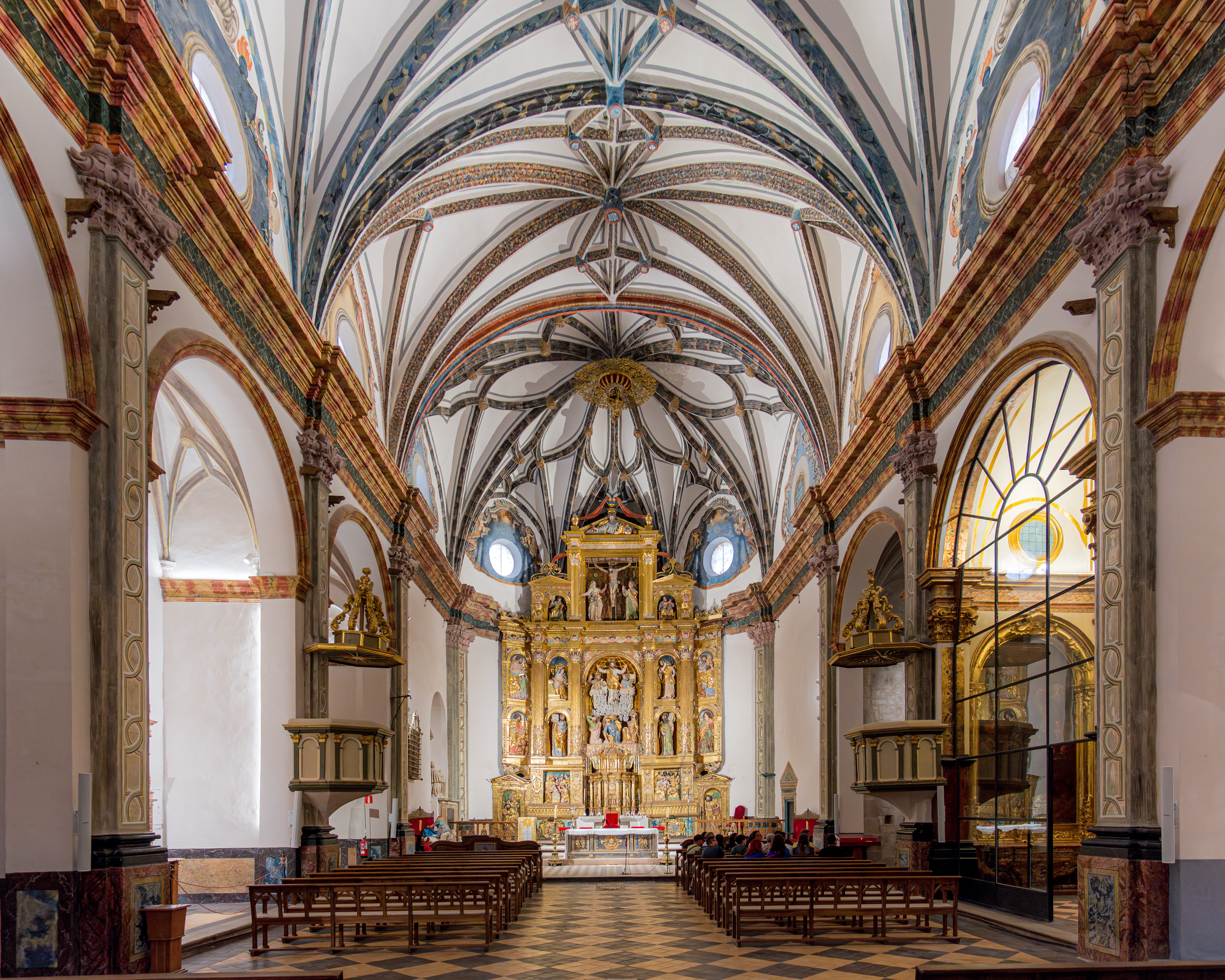
Nave y Altar Mayor.

La estructura del templo está formada por una sola nave central con bóveda de crucería gótica, flanqueada por pequeñas capillas laterales ubicadas entre los contrafuertes.
En la capilla mayor, de forma poligonal cubierta por bóveda de crucería con nervios combados, destaca el retablo mayor, de estilo renacentista (1566), obra del escultor Cosme Damián Bas, con figuras de santos, escenas de la vida de Jesús y María y un gran relieve central representando la Transfiguración. Las capillas laterales son de dimensiones más reducidas; varias de ellas guardan un relevante patrimonio artístico. La más destacada, por dimensiones y decoración, es la dedicada a la Virgen del Pilar, con un suntuoso retablo barroco, cúpula y ornamentación de estucos en muros y bóveda. En la capilla de san Pedro destaca el retablo, delicado trabajo en madera sin policromar con relieves de la vida del santo titular, atribuido a Gabriel Yoly. La capilla de las Ánimas, y lo que fue su sacristía anexa, exhiben interesantes pinturas murales en grisalla, datadas en el siglo XVI.
El coro, a los pies del templo, se cubre con bóveda de crucería de complicada traza; bellas pinturas murales adornan los muros. La sillería coral es de madera vista y sencillo diseño renacentista, al igual que la estimable reja que cierra este espacio, colocada a mediados del siglo XVI.
En el exterior destaca la torre, de estilo renacentista, con cuatro cuerpos de sección cuadrada, siendo el último de planta octogonal. A los pies de la torre, hacia la plaza, se pueden observar varios sillares romanos reaprovechados.

## Maestros de Capilla
De estos centros (catedrales de Albarracín y Teruel y excolegial de Alcañiz) salieron todos los grandes maestros turolenses que conocemos y que sirvieron en las capillas catedralicias, colegiatas o iglesias mayores, capitulares y arciprestales (Cella, Cantavieja, Mosqueruela, Aliaga, Valderrobres, Calaceite...), clérigos en su mayoría, y los que triunfaron en ambientes palaciegos, en el teatro, en la fiesta popular, etc.
- Matías Antonio Díaz (C. 1600-1662), titular desde 1641.
- Jerónimo Murciano,[6] titular en 1669
- Antonio Teodoro Ortells, titular del 1669 al 1674.

## Galería de imágenes

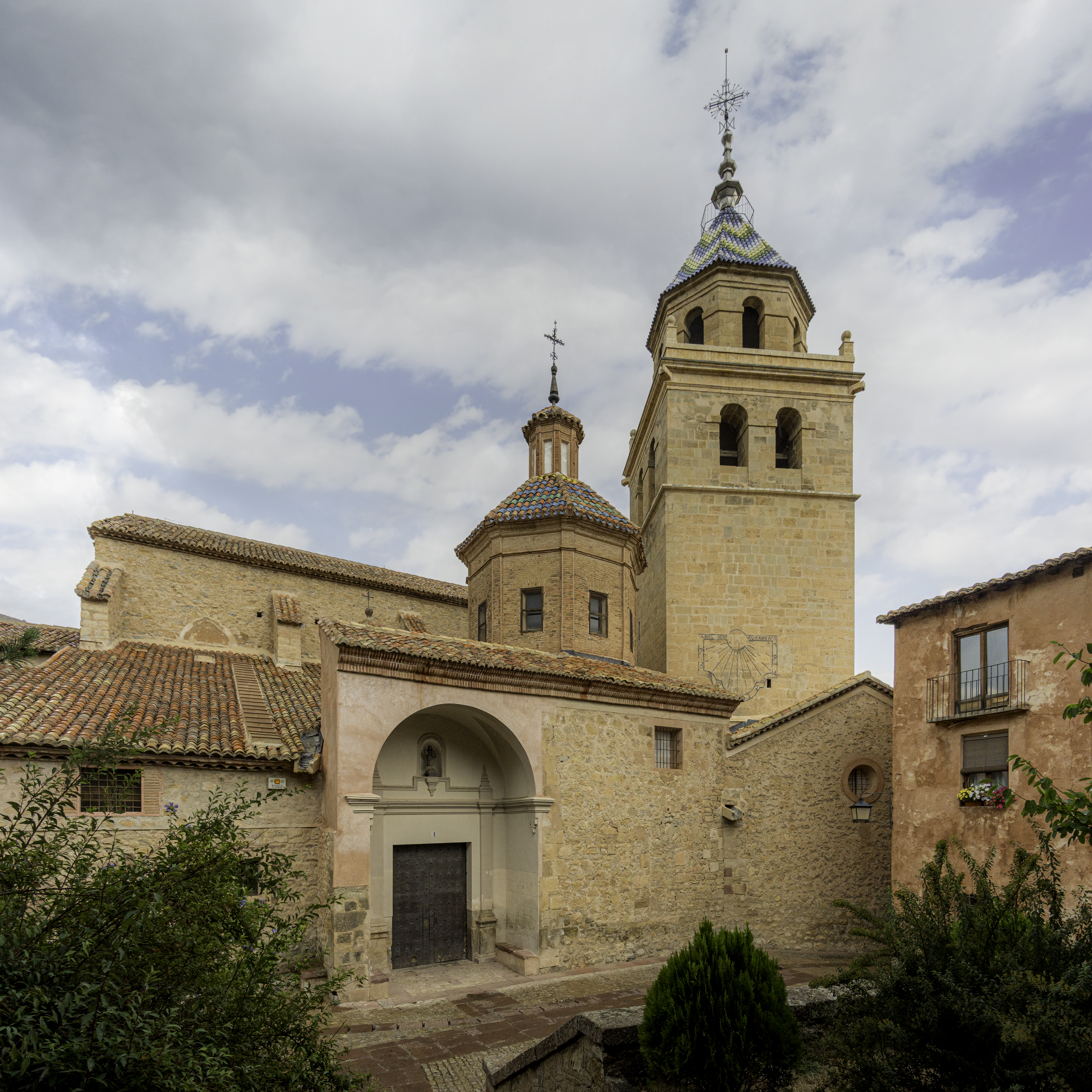
Vista del templo hacia la Plaza de la Seo.
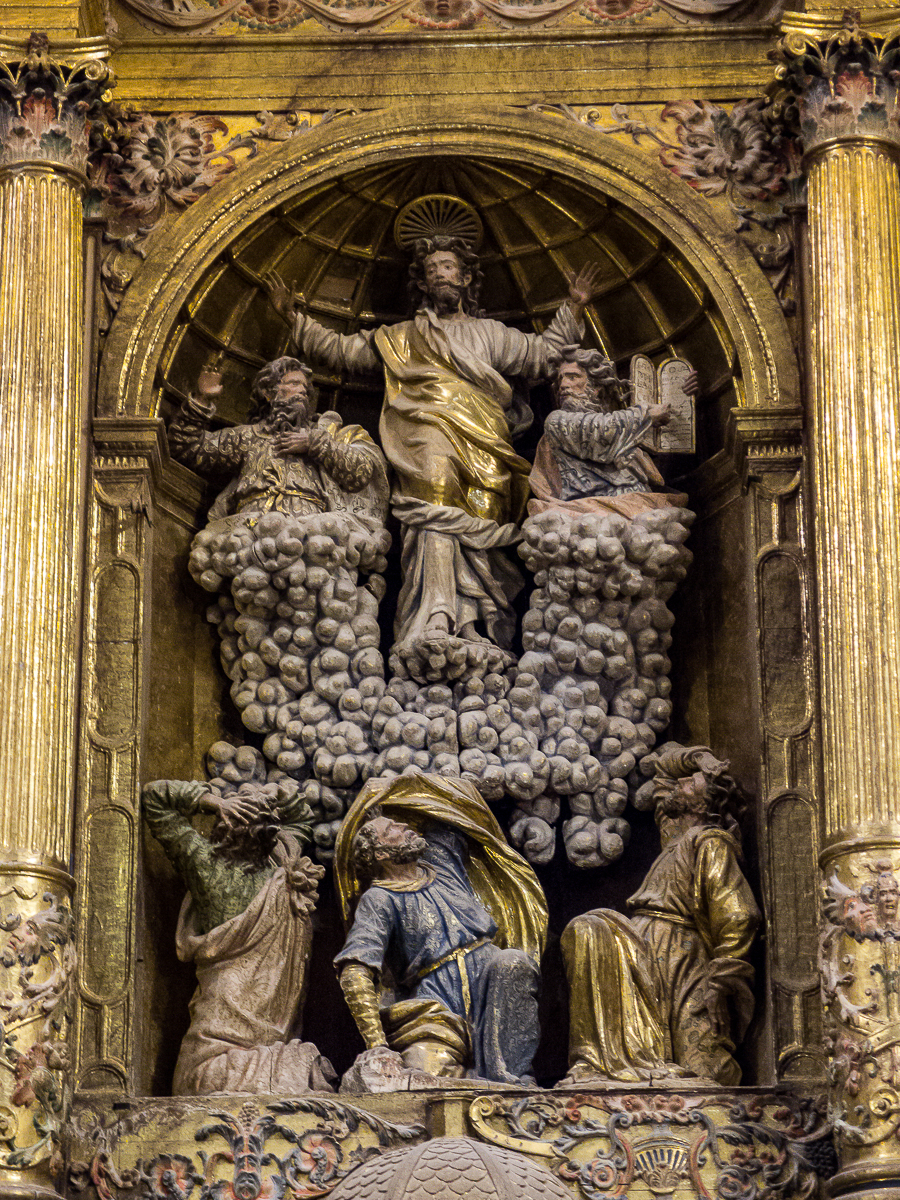
El titular del templo, Cristo Salvador, en el retablo mayor.
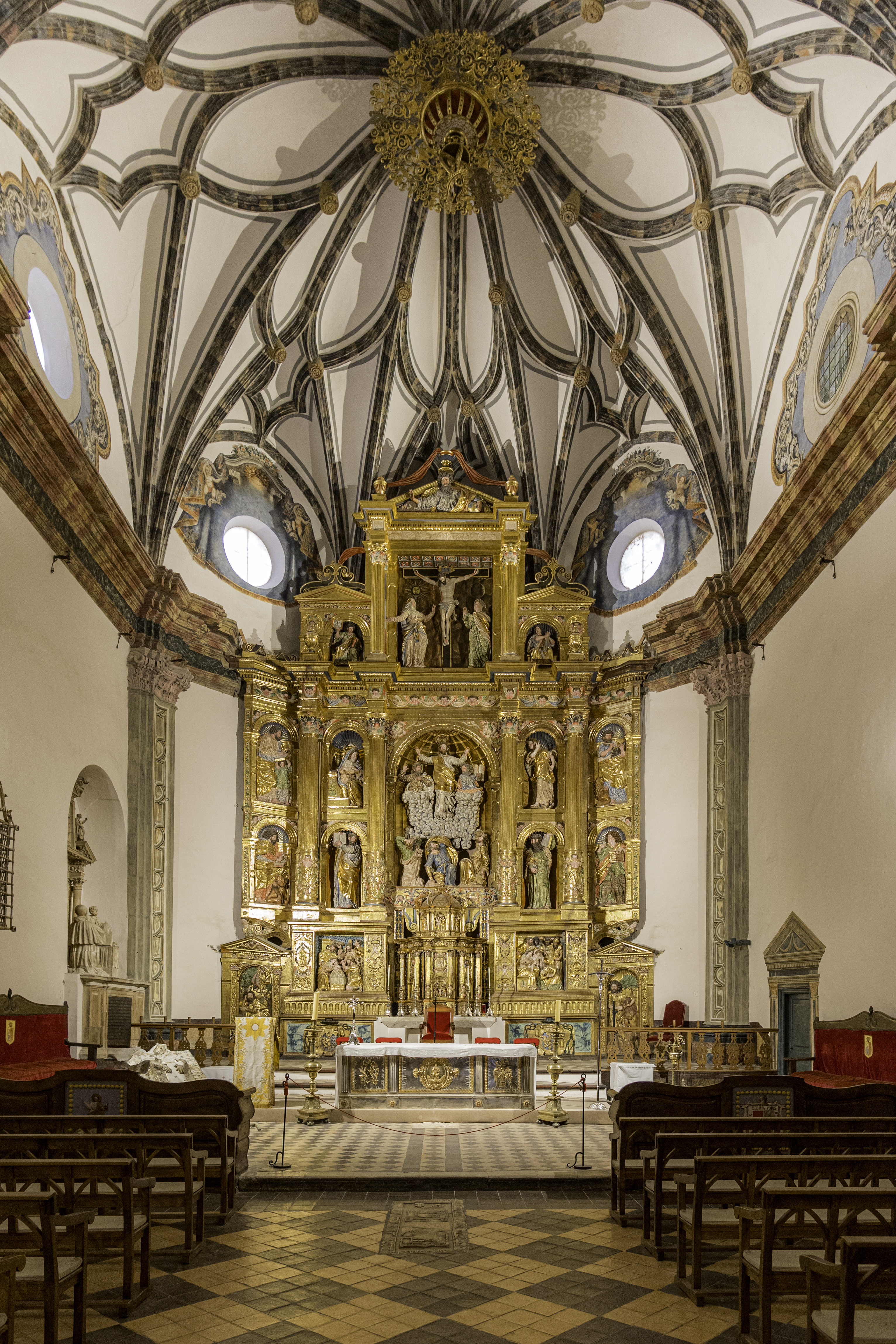
Altar Mayor.
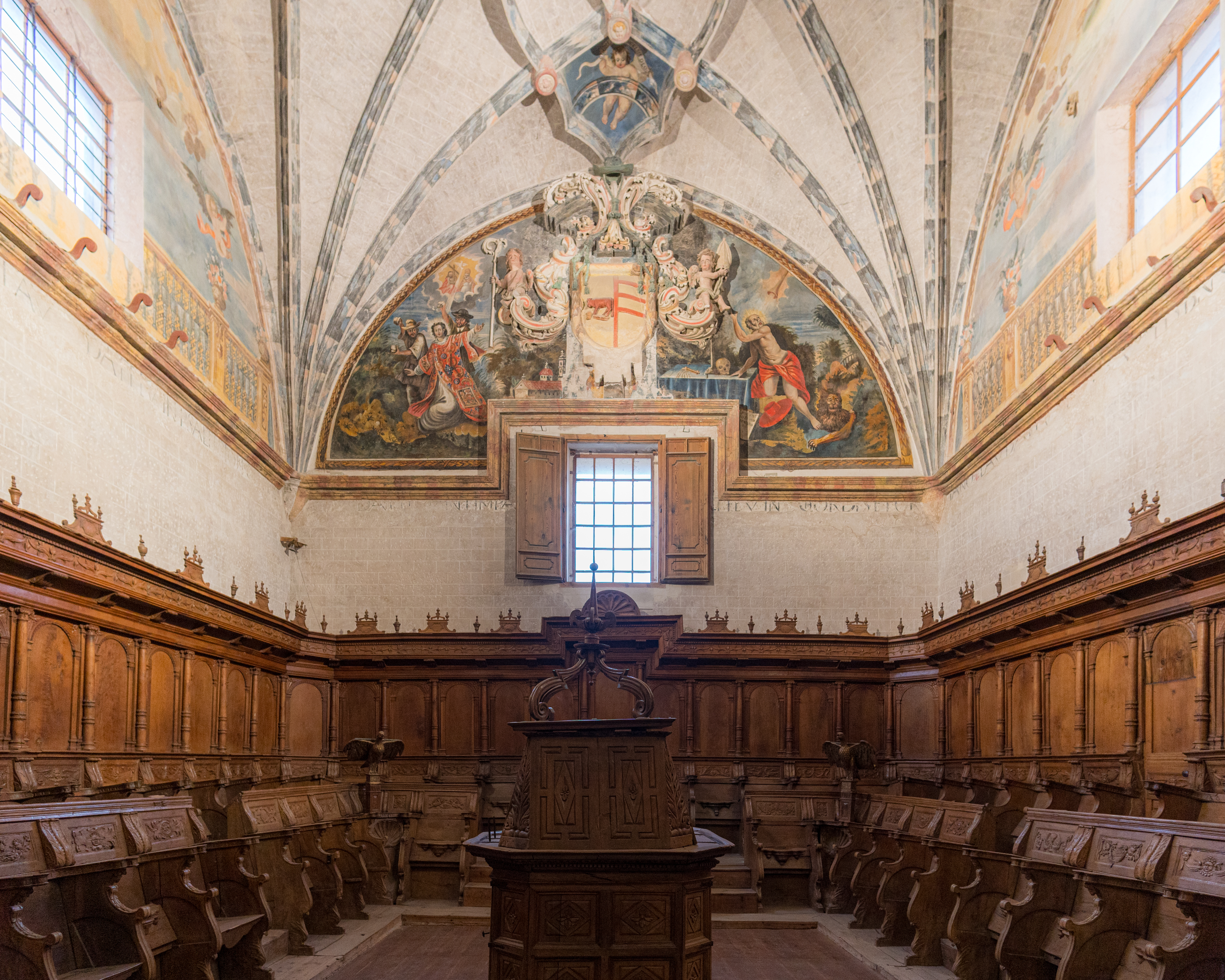
Sillería del coro.
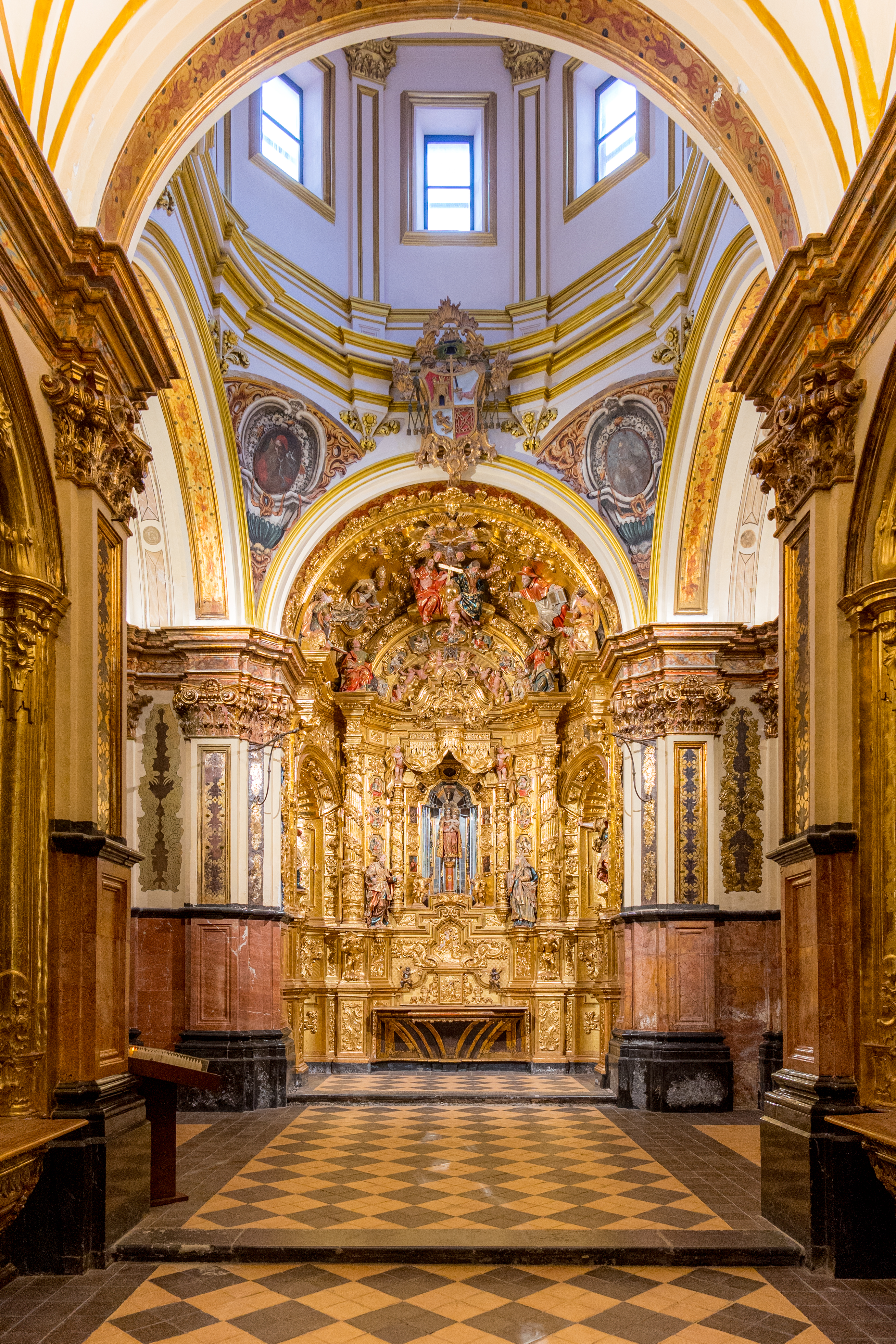
Capilla de Nuestra Señora del Pilar.
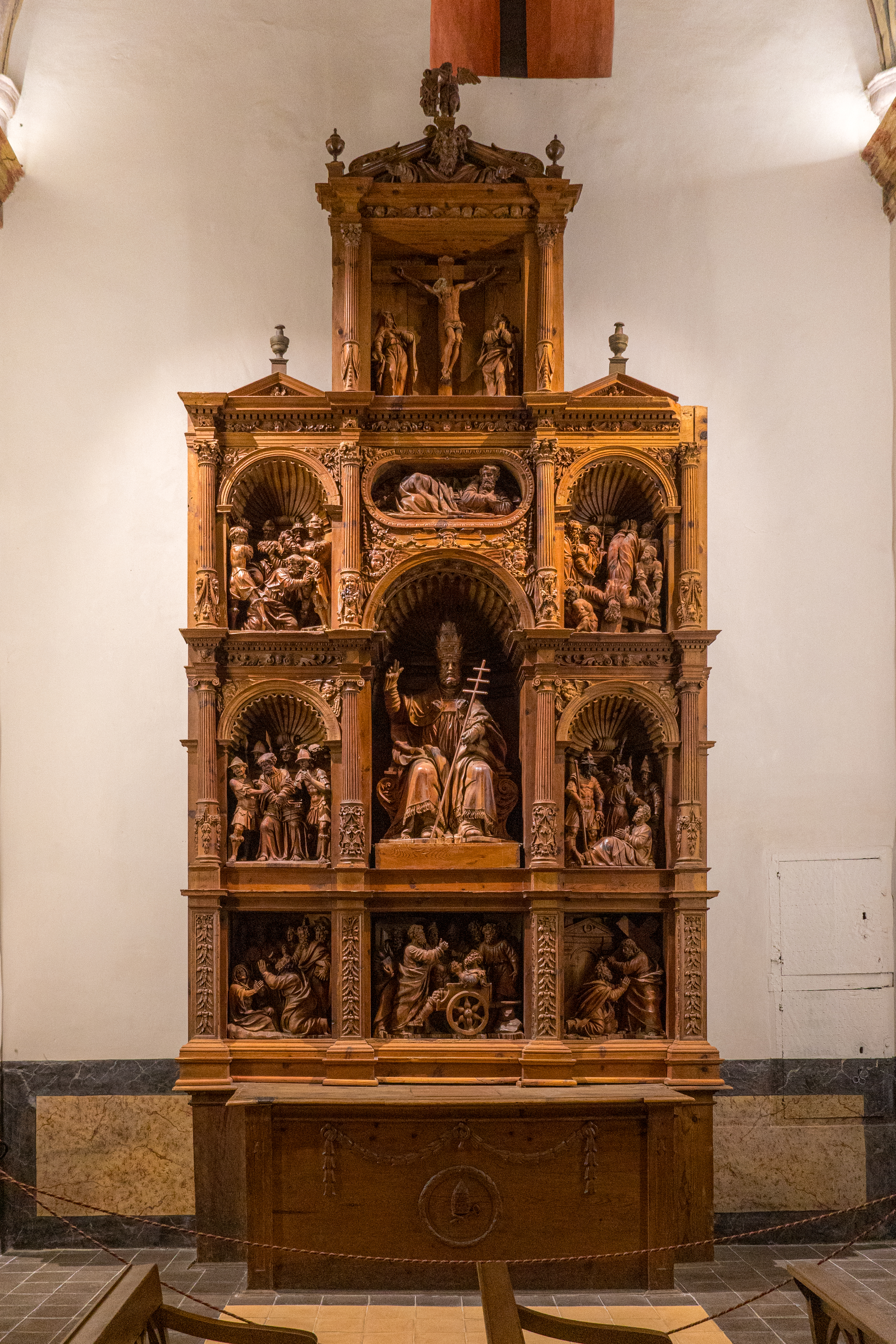
Retablo de la Capilla de San Pedro.
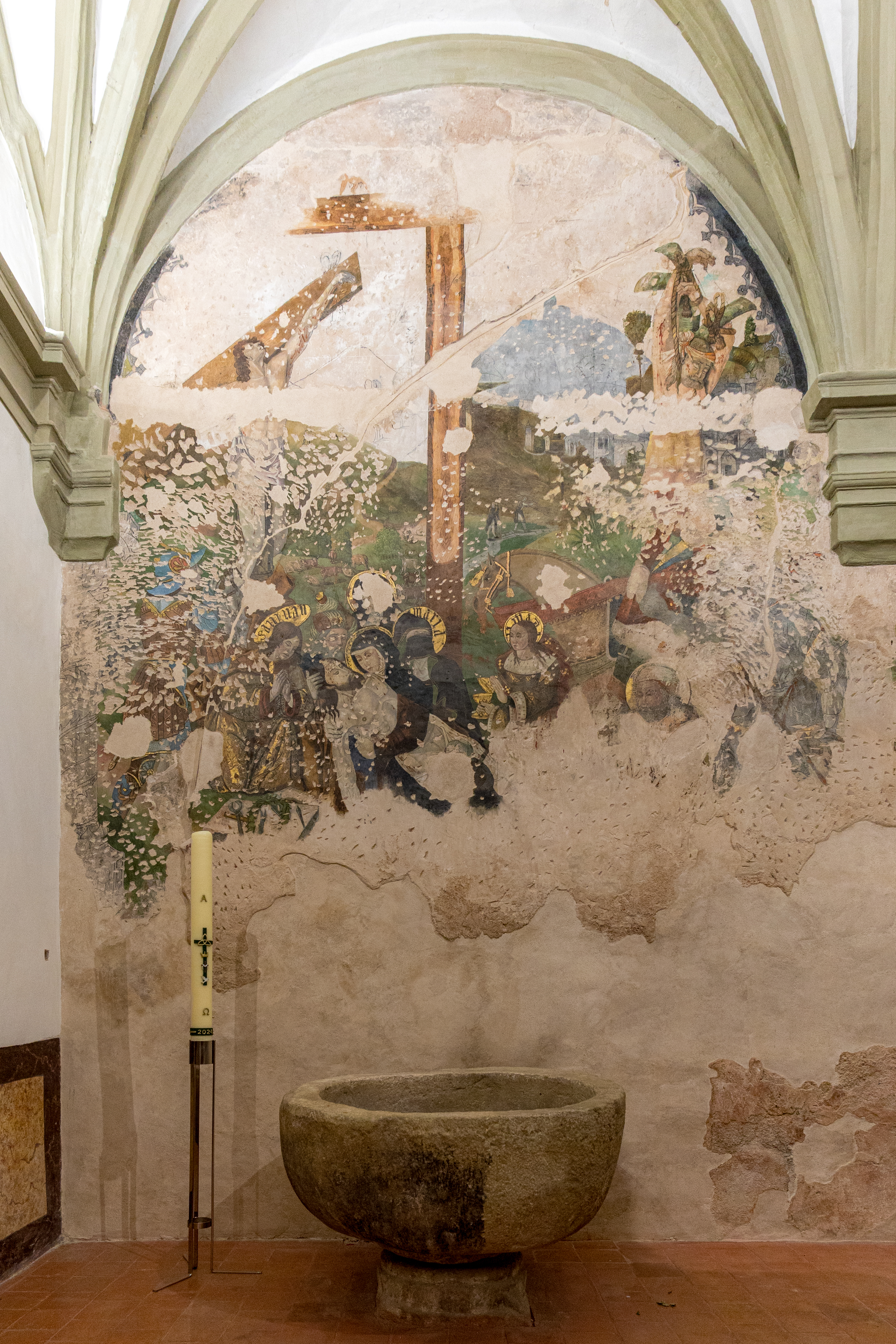
Pila bautismal y frescos de la Capilla de San Juan Bautista.
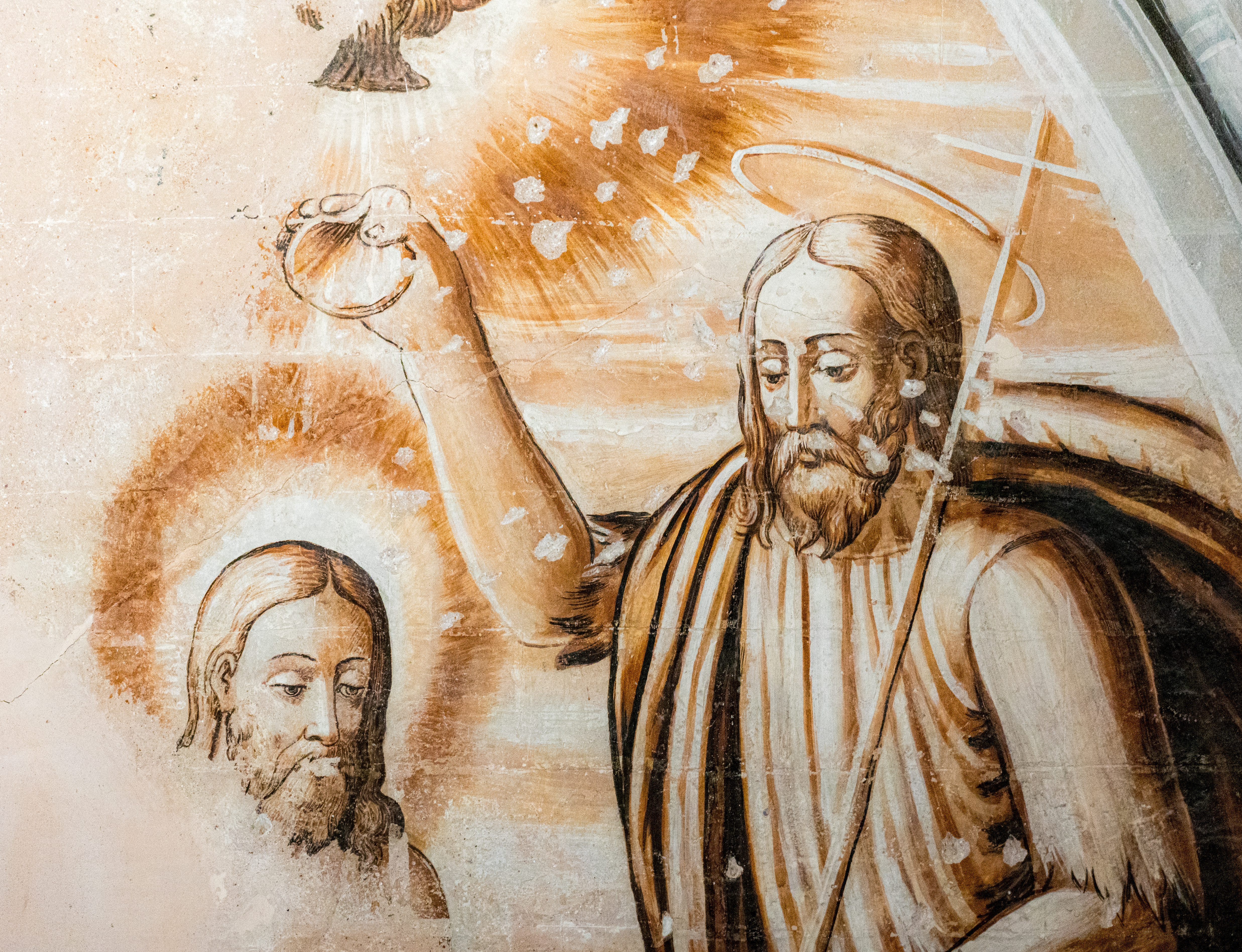
Fresco del bautismo (detalle).